# Instytut Camõesa
Instytut Camõesa (port. Instituto Camões) – instytucja stworzona, by promować portugalski język i kulturę na całym świecie. Instituto Camões ma autonomię administracyjną i podlega zwierzchnictwu portugalskiego Ministra Spraw Zagranicznych, co zapewnia koordynację zewnętrznej polityki kulturowej Portugalii. Nazwa Instytutu pochodzi od nazwiska najsłynniejszego portugalskiego pisarza, Luísa de Camõesa.
Instytut Camõesa jest dziś obecny w ponad 30 krajach na całym świecie. W zakresie swojej działalności odpowiada hiszpańskiemu Instytutowi Cervantesa, francuskiej Alliance Française, brytyjskiemu British Council czy niemieckiemu Goethe-Institut. Wszystkie te organizacje promują w podobny sposób znajomość najpopularniejszych języków europejskich, organizując na całym świecie kursy językowe.

## Centra językowe
Centra Języka Portugalskiego (Centros de Língua Portuguesa, w skrócie CLP) są jednostkami dążącymi do szeroko rozumianej popularyzacji języka portugalskiego, a także kooperacji z instytucjami danego państwa w zakresie edukacji.

### Rozmieszczenie
- Angola: Benguela i Lubango
- Argentyna: Buenos Aires
- Czechy: Praga
- Francja: Lille, Lyon, Poitiers
- Gwinea Bissau: Bissau
- Hiszpania: Barcelona, Cáceres, Vigo
- Indie: Goa
- Indonezja: Dżakarta (Instituto Português do Oriente)
- Korea Południowa: Pusan (Instituto Português do Oriente)
- Meksyk: Meksyk
- Mozambik: Beira, Maputo, Nampula
- Niemcy: Hamburg
- Polska: Lublin
- Rumunia: Bukareszt
- Południowa Afryka: Johannesburg
- Republika Zielonego Przylądka: Praia
- Stany Zjednoczone: Newark
- Timor Wschodni: Dili
- Tunezja: Tunis
- Węgry: Budapeszt
- Wielka Brytania: Newcastle i Oksford
- Wyspy Świętego Tomasza i Książęca: São Tomé

Nowe centra są obecnie tworzone w Paryżu, Dakarze, Poitiers, Windhuku, Antwerpii, Sztokholmie, Wiedniu oraz w siedzibach Unii Afrykańskiej (Addis Abeba) i ECOWAS (Abudża).

## Centra kultury
Centra Kultury Portugalskiej (Centros Culturais Portugueses) to instutycje zajmujące się promocją relacji kulturowych między Portugalią a innymi państwami – szczególnie tymi, z którymi Portugalia jest silnie powiązana historycznie.

### Rozmieszczenie
- Angola: Luanda
- Brazylia: Brasília i São Paulo
- Chiny: Pekin
- Republika Zielonego Przylądka: Praia i Mindelo
- Francja: Paryż
- Gwinea Bissau: Bissau
- Indie: Nowe Delhi
- Japonia: Tokio
- Luksemburg: Luksemburg
- Maroko: Rabat i Casablanca
- Monako: Monako
- Mozambik: Maputo i Beira
- Wyspy Świętego Tomasza i Książęca: São Tomé
- Tajlandia: Bangkok
- Timor Wschodni: Dili

## Rozpoznawalność
W roku 2005 Instytut Camõesa otrzymał razem z Alliance française, Società Dante Alighieri, British Council, Goethe-Institut oraz Instytutem Cervantesa Premio Príncipe de Asturias de Comunicación y Humanidades, nagrodę przyznawaną za istotny wkład w kulturę w zakresie komunikacji i nauk humanistycznych.